# عفریت کلاه‌آبی
عفریت کلاه‌آبی (نام علمی: Ifrita kowaldi) نام یک گونه از راسته گنجشک‌سانان است.
این پرنده مرموز یکی از سه سرده پرنده شناخته شده است که در پوست و پرهای خود نوعی سم محرک دارند. عفریت کلاه‌آبی در میان گروه کوچکی از پرندگان سمی هستند. گروه‌های دیگر شامل سنگ‌چشم‌باسترک کوچک و چندین عضو پیتویی همچنین از گینه نو هستند. عفریت‌ها، ماده batrachotoxin درون پرها و پوست خارج می‌کنند تا در برابر شکارگران از خود دفاع کنند. معمولا batrachotoxin جفت می‌شود و کانال‌های سدیم را در یاخته‌های عصبی باز می‌کند و فلج عصبی ایجاد می‌کند. تجمع سم در افراد متغیر است، بر اساس منطقه‌ای که آن‌ها یافت می‌شوند و این می‌تواند به دلیل سوسک‌های Choresine باشد که مظنون به ایجاد سم هستند.